# Logata
Logata (rusky Логата) je řeka v Tajmyrském rajónu v Krasnojarském kraji v Rusku. Je 393 km dlouhá. Rozloha povodí je 10 900 km².

## Průběh toku
Teče přes Severosibiřskou nížinu ve značně členitém korytě. V jejím povodí se nachází přibližně 3200 mělkých jezer o celkové rozloze 926 km². Ústí zprava do Horní Tajmyry v úmoří Karského moře.

## Vodní režim
Zdrojem vody jsou sněhové a dešťové srážky. Zamrzá na konci září a rozmrzá na začátku června.